# زمین‌لرزه ۱۳۳۶ سنگچال
زمین‌لرزه سنگچال یا زمین‌لرزه بندپی در تاریخ ۲ ژوئیه ۱۹۵۷ میلادی، برابر با ‎۱۱ تیر ۱۳۳۶، ساعت ۰:۴۲:۲۸ به زمان یوتی‌سی در مازندران رخ داد. ژرفای این زلزله ۳۵ کیلومتر بود. بزرگی آن ۷٫۱ در مقیاس Mw اعلام شده‌است. زمین‌لرزه به وقت محلی در روز سه‌شنبه، ساعت ۳٫۵ روی داده و منطقه زمانی آن یوتی‌سی +۳٫۵ بوده‌است .
سازمان زمین‌شناسی آمریکا نیز جای این زمین‌لرزه را در مختصات ۳۶°۰۶′شمالی ۵۲°۴۲′شرقی / ۳۶٫۱°شمالی ۵۲٫۷°شرقی و بزرگی آن را برابر با ۶٫۶ در مقیاس ریشتر اعلام کرده‌است. ژرفای گزارش شده از سوی این سازمان ۱۴ کیلومتر می‌باشد.
شمار کشتگان زلزله حدود ۱۲۰۰ نفر بوده‌است.
به نقل از میرزا حسین گالشی عمران متولد سال 1308 :
بنده روز قبل به همراه دام در روستای فیلبند بودم و بعد از اذان صبح به سمت سنگچال حرکت کردم
هوا گرگ و میش بود که به طور ناگهانی این زلزله رخ داد و من به طور غیر ارادی به اطراف پرت شدم.بعد از دقایقی به ورودی سنگچال رسیدم ساعت حدودا پنج و نیم صبح بود که وارد سادات محله سنگچال شدم.چیزی جز گرد و خاک غلیظ مشاهده نمی کردم و اکثر خانه ها ویران شده بود.
(میرزا حسین گالشی عمران_دهم تیرماه 1400)